# تازه خورماتو
تازه خورماتو (به عربی: تازة خورماتو) یک منطقهٔ مسکونی ترکمان نشین  در عراق است که در استان کرکوک واقع شده‌است.